# Epoccipital

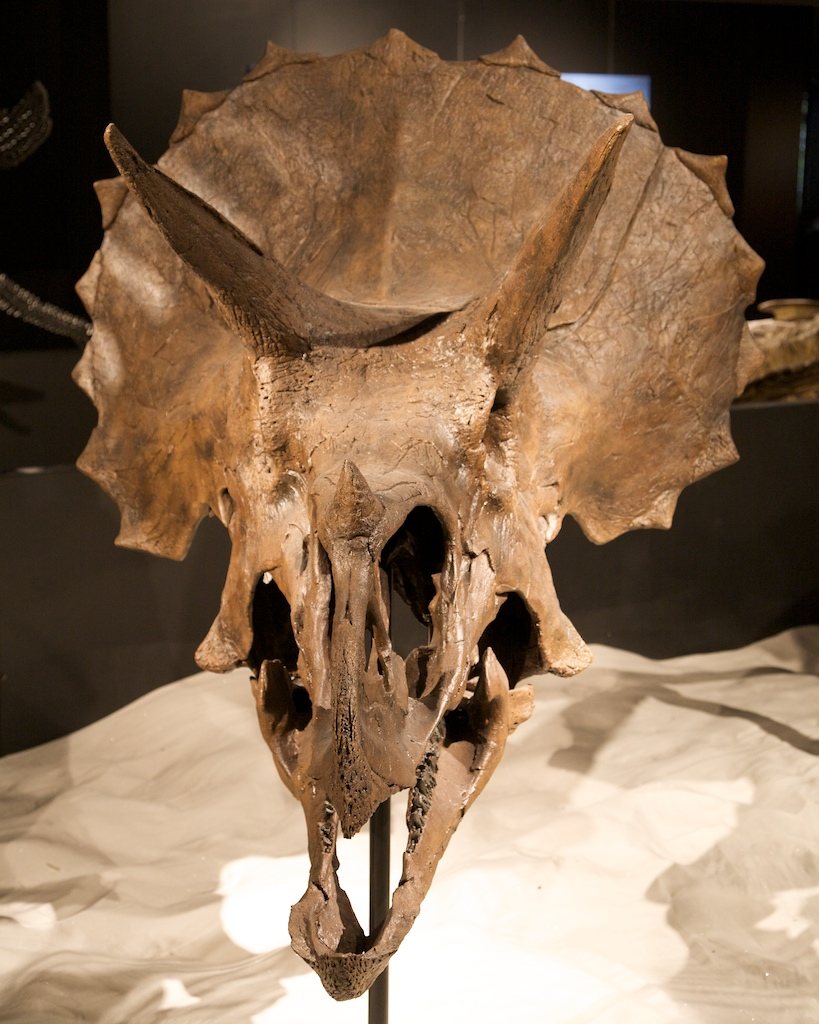
Cap de triceratop vist des de davant, amb tota una vorada d'epoccipitals al voltant del collar ossi.

Els epoccipitals són un terme anatòmic per a designar els ossos distintius que es troben al marge dels collars ossis dels dinosaures ceratòpsids. El nom no és encertat, ja que no estan associats amb l'os occipital.